# روبن جونز (لاعب كريكت)
روبن جونز (4 أكتوبر 1973 في المملكة المتحدة - ) (بالإنجليزية: Robin Jones)‏ هو لاعب كريكت بريطاني. لعب مع Middlesex Cricket Board ‏ ونادي جامعة كامبريدج للكريكيت ‏.

## وصلات خارجية
- روبن جونز (لاعب كريكت) على موقع إي آس بي آن كريك إنفو (الإنجليزية)